# Уряд Бангладеш
Уряд Бангладеш — вищий орган виконавчої влади Бангладеш.

## Голова уряду
- Прем'єр-міністр — Шейх Хасіна Вазед (англ. Sheikh Hasina).

## Кабінет міністрів
Склад чинного уряду подано станом на 1 грудня 2015 року.
| Логотип | Міністерство                                                                      | Міністр                                                         | Фото | Час на посаді | Час на посаді | Партія | Партія | Вебсайт |
| ------- | --------------------------------------------------------------------------------- | --------------------------------------------------------------- | ---- | ------------- | ------------- | ------ | ------ | ------- |
|         | Міністерство внутрішніх справ                                                     | Асадуззаман Хан Камал (Asaduzzaman Khan Kamal)                  |      |               |               |        |        |         |
|         | Міністерство водних ресурсів                                                      | Анісул Іслам Махмуд (Anisul Islam Mahmud)                       |      |               |               |        |        |         |
|         | Міністерство державної служби                                                     | Сайд Ашрафул Іслам (Syed Ashraful Islam)                        |      |               |               |        |        |         |
|         | Міністерство добробуту та зайнятості емігрантів                                   | Нурул Іслам (Nurul Islam)                                       |      |               |               |        |        |         |
|         | Міністерство дорожнього транспорту та мостів                                      | Обайдул Квадір (Obaidul Quader)                                 |      |               |               |        |        |         |
|         | Міністерство екології та лісу                                                     | Анвар Хоссейн Монджу (Anwar Hossain Monju)                      |      |               |               |        |        |         |
|         | Міністерство енергетики і природних ресурсів                                      | Шейх Хасіна (Sheikh Hasina)                                     |      |               |               |        |        |         |
|         | Міністерство житлово-комунального господарства і служб                            | Мошарраф Хоссейн (Mosharraf Hossain)                            |      |               |               |        |        |         |
|         | Міністерство залізниць                                                            | Муджибул Хуг (Mujibul Huq)                                      |      |               |               |        |        |         |
|         | Міністерство запобіганню стихійних лих і рельєфу                                  | Мофаззал Хоссейн Човдхурі Мая (Mofazzal Hossain Chowdhury Maya) |      |               |               |        |        |         |
|         | Міністерство земельних ресурсів                                                   | Шамсур Рахман Шаріф (Shamsur Rahman Sharif)                     |      |               |               |        |        |         |
|         | Міністерство закордонних справ                                                    | Махмуд Алі (A. H. Mahmood Ali)                                  |      |               |               |        |        |         |
|         | Міністерство інформації                                                           | Хасанул Хак Іну (Hasanul Haq Inu)                               |      |               |               |        |        |         |
|         | Міністерство культури                                                             | Асадуззаман Нур (Asaduzzaman Noor)                              |      |               |               |        |        |         |
|         | Міністерство місцевого самоврядування, розвитку сільських регіонів і кооперування | Хандкер Мошарраф Хоссейн (Khandker Mosharraf Hossain)           |      |               |               |        |        |         |
|         | Міністерство науки і технології                                                   | Єафіш Осман (Yeafesh Osman)                                     |      |               |               |        |        |         |
|         | Міністерство оборони                                                              | Шейх Хасіна (Sheikh Hasina)                                     |      |               |               |        |        |         |
|         | Міністерство освіти                                                               | Нурул Іслам Нахід (Nurul Islam Nahid)                           |      |               |               |        |        |         |
|         | Міністерство охорони здоров'я та планування сім'ї                                 | Мохаммад Насім (Mohammad Nasim)                                 |      |               |               |        |        |         |
|         | Міністерство планування                                                           | Ахм Мостафа Камал (Ahm Mostafa Kamal)                           |      |               |               |        |        |         |
|         | Міністерство початкової та масової освіти                                         | Мустафізур Рахман Фізар (Mustafizur Rahman Fizar)               |      |               |               |        |        |         |
|         | Міністерство пошти і телекомунікацій                                              |                                                                 |      |               |               |        |        |         |
|         | Міністерство праці та зайнятості                                                  | Муджибул Хакве Чунну (Mujibul Haque Chunnu)                     |      |               |               |        |        |         |
|         | Міністерство продовольства                                                        | Камрул Іслам (Qamrul Islam)                                     |      |               |               |        |        |         |
|         | Міністерство промисловості                                                        | Амір Хоссейн Аму (Amir Hossain Amu)                             |      |               |               |        |        |         |
|         | Міністерство розвитку сільських регіонів і кооперації                             | Мошіур Рахман Ранга (Moshiur Rahman Ranga)                      |      |               |               |        |        |         |
|         | Міністерство скотарства і риболовлі                                               | Саєдул Хакве (Sayedul Haque)                                    |      |               |               |        |        |         |
|         | Міністерство соціального забезпечення                                             | Сайд Мохсін Алі (Syed Mohsin Ali)                               |      |               |               |        |        |         |
|         | Міністерство судноплавства                                                        | Шахджахан Хан (Shahjahan Khan)                                  |      |               |               |        |        |         |
|         | Міністерство сільського господарства                                              | Матіа Човдхурі (Matia Chowdhury)                                |      |               |               |        |        |         |
|         | Міністерство текстилю і джуту                                                     | Емаджуддін Праманік (Emajuddin Pramanik)                        |      |               |               |        |        |         |
|         | Міністерство торгівлі                                                             | Тофайль Ахмед (Tofail Ahmed)                                    |      |               |               |        |        |         |
|         | Міністерство у справах війни за незалежність                                      | Акм Моджаммель Хакве (Akm Mojammel Haque)                       |      |               |               |        |        |         |
|         | Міністерство у справах релігії                                                    | Мотіур Рахман (Motiur Rahman)                                   |      |               |               |        |        |         |
|         | Міністерство фінансів                                                             | Абу Маал Абдул Мухіт (Abu Maal Abdul Muhith)                    |      |               |               |        |        |         |
|         | Міністерство цивільної авіації та туризму                                         | Рашид Хан Менон (Rashed Khan Menon)                             |      |               |               |        |        |         |
|         | Міністерство юстиції                                                              | Анісул Хакве (Anisul Haque)                                     |      |               |               |        |        |         |